# Kultura ceramiki inkrustowanej
Kultura ceramiki inkrustowanej – kultura archeologiczna wczesnej epoki brązu. Jej nazwa pochodzi od techniki jaką w tej kulturze zdobiono naczynia.

## Geneza
Kultura ta wytworzyła się na bazie kultury Kisapostag, przy udziale grup ludności z międzyrzecza Drawy i Sawy, reprezentujących tradycje kultury Vučedol-Zók.

## Chronologia i obszar występowania
Kultura ceramiki inkrustowanej funkcjonowała w okresie brązu A2 według podziału Paula Reineckego, czyli w latach 1950–1700 p.n.e. (według lat kalibrowanych). Swoim zasięgiem obejmowała obszar Panonii, a ku północy jej stanowiska sięgały po Dunaj. Na terytorium przez nią zajmowanym wyróżnia się zazwyczaj dwie strefy: północną (grupa Esztergom i grupa Veszprem), gdzie silniejsze było podłoże kultury Kisapostag oraz południową (grupa Szekszard i grupa Pecs), która rozwijała się na bazie tradycji kultury Vučedol-Zók.

## Gospodarka
Z osad ludności kultury ceramiki inkrustowanej znane są liczne znaleziska ziaren zbóż. Świadczy to o tym, że obok hodowli znaczącą rolę w tej kulturze odgrywało także rolnictwo.

## Osadnictwo i budownictwo
Osadnictwo kultury ceramiki inkrustowanej jest słabo poznane. Osiedla zakładano głównie na wyniesieniach, w miejscach z natury obronnych. Ze stanowisk znane są jamy z paleniskami wewnątrz, obwieszone słupami, które stanowiły konstrukcje ścian domostw.

## Obrządek pogrzebowy
Cmentarzyska omawianej kultury składają się zazwyczaj z 20-50 grobów. Panował ciałopalny obrządek pogrzebowy, natomiast wśród grobów dominowały jamowe ale spotyka się także groby popielnicowe (te z kolei dominują na obszarach położonych na północ od Dunaju). Wyjątkowo tylko występują groby w skrzyniach kamiennych i szkieletowe pochówki dzieci w naczyniach glinianych. Jamy grobowe miały najczęściej owalny, rzadziej czworokątny kształt. Ustawiano w nich w rzędach naczynia, nieraz nawet 20–30 sztuk. Pomiędzy naczyniami rozsypywano prochy zmarłego.

## Inwentarz
Ceramika charakteryzuje się bardzo dużym zróżnicowaniem form. Za typowe dla kultury ceramiki inkrustowanej uznaje się naczyńka miniaturowe oraz tak zwane dwojaczki i trojaczki. Charakterystyczny jest ornament głęboko ryty, wypełniony najczęściej białą inkrustacją. Z przedmiotów glinianych znane są także bogato zdobione grzechotki, często ornitomorficzne (w kształcie ptaków) oraz gliniane idole.
W kulturze ceramiki inkrustowanej rozwinięta była obróbka brązu. Reprezentowana jest przez liczne formy odlewnicze, a także różne odmiany wisiorków brązowych. Rozwinięta była także obróbka kamienia i kości.

## Zanik i wpływ na inne kultury
Rozwój tej kultury trwał do początków okresu brązu B1, kiedy na obszar Panonii zaczęła napierać ludność kultury mogiłowej, pod której wpływem ludność kultury ceramiki inkrustowanej zaczęła przenosić się na południowy wschód, do południowej części międzyrzecza Dunaju i Cisy, a następnie dalej do Olteni, gdzie omawiana jednostka kulturowa wpłynęła na środowisko kultury Verbicioara i kultury Girla Mare. Część ludności przeniosła się w innym kierunku, ku północnej Italii i Dalmacji. Grupa, która wytworzyła się w Syrmii i Baczce za sprawą wymieszania się ludności kultur wypartych ze swoich siedzib (oprócz omawianej jeszcze kultura Maruszy i kultura Vatin) przez ludność mogiłową, nazywa się grupą Szeremle.